# Los tres mosqueteros (película de 1946)
Los tres mosqueteros es una película en blanco y negro, coproducción de Argentina y Uruguay dirigida por Julio Saraceni según el guion de Hugo Mac Dougall sobre la novela homónima de Alexandre Dumas que se estrenó el 9 de agosto de 1946 y que tuvo como protagonistas a Roberto Airaldi, Pedro Becco, Armando Bo, Augusto Codecá, Inda Ledesma y Helena Cortesina, y como principal figuras antagónicas a Iris Marga y Enrique Roldán.
Desde el punto de vista técnico la película debe ser considerada una producción enteramente de Uruguay, filmada en Montevideo cuando en Argentina escaseaba el celuloide, aunque los actores y técnicos sean esencialmente argentinos. La asignación como coproducción fue realizada para acogerse en Argentina a los beneficios de la obligatoriedad de exhibición. La escena de la pelea, donde los mosqueteros y D'Artagnan resultan vencedores, fue filmada en el parque Capurro, Montevideo.

## Sinopsis
Las alegres aventuras de tres mosqueteros en los tiempos del cardenal Richelieu.

## Reparto
Colaboraon en el filme los siguientes intérpretes:
- Roberto Airaldi	... 	Athos
- Pedro Becco
- Armando Bo	... 	d'Artagnan
- Augusto Codecá ... Planchet
- Helena Cortesina ... Ana de Austria, reina de Francia
- Francisco Pablo Donadio	... 	Porthos
- Luis Fattorusso
- César Fiaschi	... 	Rey
- Jorge Gandos
- Inda Ledesma ... Constancia Bonacieux
- Monica Lester
- Iris Marga ... Lady de Winter
- Andrés Mejuto ... Duque de Buckingham
- Miguel Moya	... 	Richelieu
- Mario Nervi
- Ramón Otero
- Enrique Roldán	... Señor de Rochefort
- Carlos Tolve
- Alberto Vila
- Baron Vázquez Barrière

## Comentario
Calki en El Mundo opinó::

”Simple y eficaz versión local…La pobreza de medios se disimula con habilidad.”